# 미노몬타
미노몬타(일본어: みのもんた, 1944년 8월 22일~2025년 3월 1일)는 이름으로 활동하는 미노리카와 노리오(일본어: 御法川法男 みのりかわのりお[*])는 일본의 사회자, 프리랜서 아나운서, 사업가이며 자신 개인 사무소인 주식회사 닛코쿠의 사장이다.
2006년 11월 28일 "일주일간 TV 생방송 프로그램에 가장 많이 출연하는 진행자"의 기네스 세계기록에 인증하였다.

## 진행 프로그램
- NTV 《오후는 ○○오모이키리 TV》 (1989년 4월 ~ 2007년 9월)
- TBS 《미노몬타의 아침즈박》 (2005년 3월 ~ 2013년 11월)